# 吉尔吉斯自治州
吉尔吉斯自治州是苏联历史上的一个行政区划。1924年10月14日，俄罗斯苏维埃联邦社会主义共和国设立卡拉-吉尔吉斯自治州（Кара-Кыргыз өзэркин облусу，“卡拉-吉尔吉斯”是吉尔吉斯人的旧称，意为“黑吉尔吉斯”，与游牧民族使用的帐篷的颜色有关），主要由原突厥斯坦自治社会主义苏维埃共和国的吉尔吉斯人聚居区组成。1925年5月15日，更名为吉尔吉斯自治州。1926年2月11日，改组为吉尔吉斯自治社会主义苏维埃共和国（不同于哈萨克自治社会主义苏维埃共和国的前身吉尔吉斯自治社会主义苏维埃共和国）。1936年12月5日，升格为吉尔吉斯苏维埃社会主义共和国，成为苏联的加盟共和国之一。